# Franska kort
Franska kort, fjärde albumet av Ted Gärdestad, utgivet 1976.

## Låtlista
1. Angela
2. Franska Kort
3. Helt nära dig
4. Humbuggie-woogie
5. Betlehem
6. Chapeau-Claque
7. Magical Girl
8. Kejsarens kläder
9. Ring Ding Dingeling Dae
10. När showen är slut
11. Klöversnoa

## Listplaceringar
| Lista (1976) | Topplacering |
| ------------ | ------------ |
| Sverige      | 3            |